# Sukkot

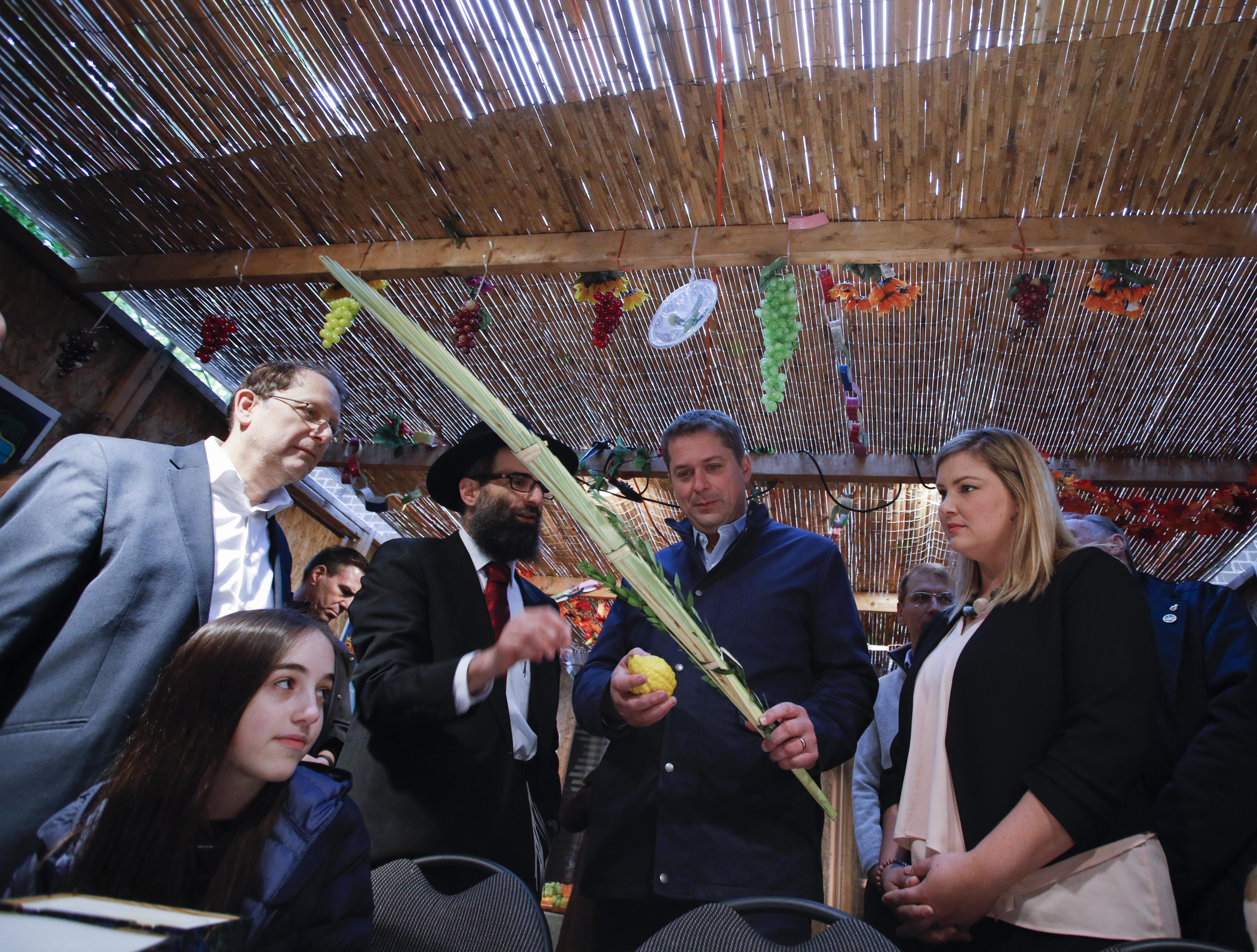
Sukkot i New York 2019.

Sukkot (hebreiska סוכות eller סֻכּוֹת sukkōt) eller lövhyddohögtiden är en judisk högtid som årligen infaller den 15 tishri i den judiska kalendern, vilket motsvarar sent i månaden september eller tidiga oktober, och varar sju dagar samt avslutas med ytterligare två helgdagar, shemini atzeret och simchat Tora. Sukkot är plural av hebreiskans sukka, hydda, vilket är högtidens viktigaste symbol.
Vissa familjer, främst religiösa, bygger hyddor med tak bestående av löv under bar himmel för att fira och minnas israeliternas ökenvandring ur Egypten till landet Kanaan enligt Andra Moseboken. Hyddorna måste vara placerade under bar himmel, vare sig de placeras på en större balkong utan tak direkt ovanför eller i trädgården. Där äter man dagens huvudmål varje dag under högtiden och om vädret tillåter sover man även där varje natt. Förr i tiden firades den samtidigt som vinskörden.